# Галахово (Ярославская область)
Галахово — деревня в Ростовском районе Ярославской области России.
В рамках административно-территориального устройства относится к Любилковскому сельскому округу Ростовского района, в рамках организации местного самоуправления включается в сельское поселение Петровское.

## География
Деревня находится в юго-восточной части области, в зоне хвойно-широколиственных лесов, при автодороге 78Н-0647, на расстоянии примерно 29 километров (по прямой) к юго-западу от города Ростова, административного центра района. Абсолютная высота — 141 метр над уровнем моря.
История: "Галахово, помещичья деревня, при ней пруд и родник, въ 30 верстахъ отъ Ростова, въ ней 31 дворъ, 160 рев. душъ и 93 надела; прихода седа Первитина. Названіе свое эта деревня получила потому, что въ прежнее время это место принадлежало кн. Владиміру Дмитріевичу Бритому-Бычкову-Галаху. Близъ Галахова курганы" (из справочника: Ростовский уезд, Ярославской губернии, историко-археологическое и статистическое описание с рисунками и картой уезда, А.А. Титов, Москва, 1885, стр. 380).
- Государственное казённое учреждение Ярославской области «Государственный архив Ярославской области» (ГКУ ЯО ГАЯО), Ф. 150, Оп. 2, Д. 53 "Дело о крестьянах капитанши Изъединовой, обвиняемых в порубке и сожжении заповедного казенного леса на пустоши Сошкиной при сельце Галахово Петровского у. Дата документа: 12 янв 1784 - 15 апр 1784. Раздел описи: 1784. (ссылка - https://af.yar-archives.ru/archive1/unit/10000396481).

### Климат
Климат характеризуется как умеренно континентальный, с умеренно холодной зимой и относительно тёплым влажным летом. Среднегодовая температура воздуха — +3,4 °C. Средняя температура воздуха самого холодного месяца (января) — −11,1 °C (абсолютный минимум — −46 °C); самого тёплого месяца (июля) — +17,3 °C (абсолютный максимум — +36 °C). Годовое количество атмосферных осадков составляет 500—600 мм, из которых большая часть выпадает в тёплый период.

### Часовой пояс
Галахово, как и вся Ярославская область, находится в часовой зоне МСК (московское время). Смещение применяемого времени относительно UTC составляет +3:00.

## Население
| 2007 | 2010 |
| ---- | ---- |
| 56   | ↘46  |

### Национальный состав
Согласно результатам переписи 2002 года, в национальной структуре населения русские составляли 86 % из 49 чел.